# Балка Янчур
Балка Янчур — ботанічний заказник місцевого значення. Об'єкт розташований на території Більмацького району Запорізької області, село Сміле.
Площа — 5 га, статус отриманий у 1980 році.
Статус надано з метою збереження місць зростання лікарських рослин. Охороняється цілинна балка, де зростають чистотіл звичайний, грицики, полин звичайний, ромашка, шипшина, пижмо, подорожник, череда.